# Synagoga w Dżardżisie
Synagoga w Dżardżisie (arab. كنيس جرجيس, fr. Synagogue de Zarzis), zwana również Miszkan Jakow (hebr. בית הכנסת משכן יעקב) – sefardyjska synagoga znajdująca się w miejscowości Dżardżis, w Tunezji.
Synagoga została zbudowana około 1900 roku, kiedy to gmina żydowska w Dżardżisie przekroczyła 1000 członków. W 1982 roku synagoga została podpalona przez lokalnych Arabów w reakcji na masakrę w Sabrze i Szatili. Wówczas doszczetnie zniszczono zwoje Tory znajdujące się w jej wnętrzu. Po tych wydarzeniach synagoga została gruntownie odnowiona i obecnie służy 100. osobowej gminie żydowskiej.
Murowany budynek synagogi wzniesiono w stylu mauretańskim. Jej wnętrze jest niezwykle bogato zdobione, ściany głównej sali modlitewnej pokrywają malowidła o motywach geometrycznych. Całość oświetla wielki żyrandol. W jednym z bocznych pomieszczeń synagogi funkcjonuje cheder.